# حصار السفارة الباكستانية في دكا 2013
حصار السفارة الباكستانية في دكا 2013 وقع الحصار على السفارة الباكستانية في دكا عندما تجمع مئات المتظاهرين خارج مبنى المفوضية العليا الباكستانية في جيب جولشان الدبلوماسي في دكا بعد أن اخترقوا حواجز الأسلاك الشائكة.
وقع الحادث عندما أصدر مجلس شورى باكستان قرارا يدين إعدام الأمين العام لـ الجماعة الإسلامية البنغالية عبد القادر ملا الذي تم شنقه في 12 ديسمبر 2013. وفي نهاية المطاف استدعت بنغلاديش المفوض السامي لباكستان في دكا لتقديم احتجاجها على القرار الذي اعتمده المجلس الوطني. الجمعية الباكستانية تعرب عن قلقها بشأن إعدام زعيم الجماعة الإسلامية البنغلاديشية عبد القادر الملا.
نشأ التوتر عندما دعا العديد من النشطاء السياسيين إلى قطع العلاقات الدبلوماسية مع باكستان وأصدروا إنذارًا نهائيًا لفرض حصار على مبنى المفوضية العليا. في الساعة 3:00 مساءً تحرك المتظاهرون نحو المفوضية العليا احتجاجًا على باكستان و تجمع المتظاهرون هناك وهم يهتفون بشعارات مناهضة لباكستان. ألقى أحد المتظاهرين حذاءً مع 50-60 متظاهرًا على بوابة السفارة، مرددين شعار (نصر البنغال). في جامعة شيتاغونغ أشعل المتظاهرون النار في علم باكستان، ووقعت حوادث مماثلة في جميع أنحاء البلاد.
في غضون ذلك أدانت باكستان اقتحام المفوضية الباكستانية العليا في دكا وحوادث حرق الأعلام الباكستانية من قبل المتظاهرين البنغاليين. أصدرت وزارة الخارجية البيان الرسمي نقلاً عن أن «بنجلاديش هي الدولة الإسلامية المجاورة لباكستان وتريد باكستان تعزيز العلاقات معها». بعد الحادث تم تشديد الأمن داخل وحول المفوضية العليا لباكستان في دكا.